# Sofia Boutella

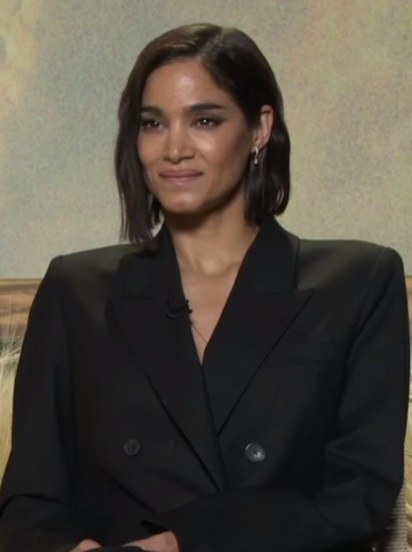
Sofia Boutella (2023)

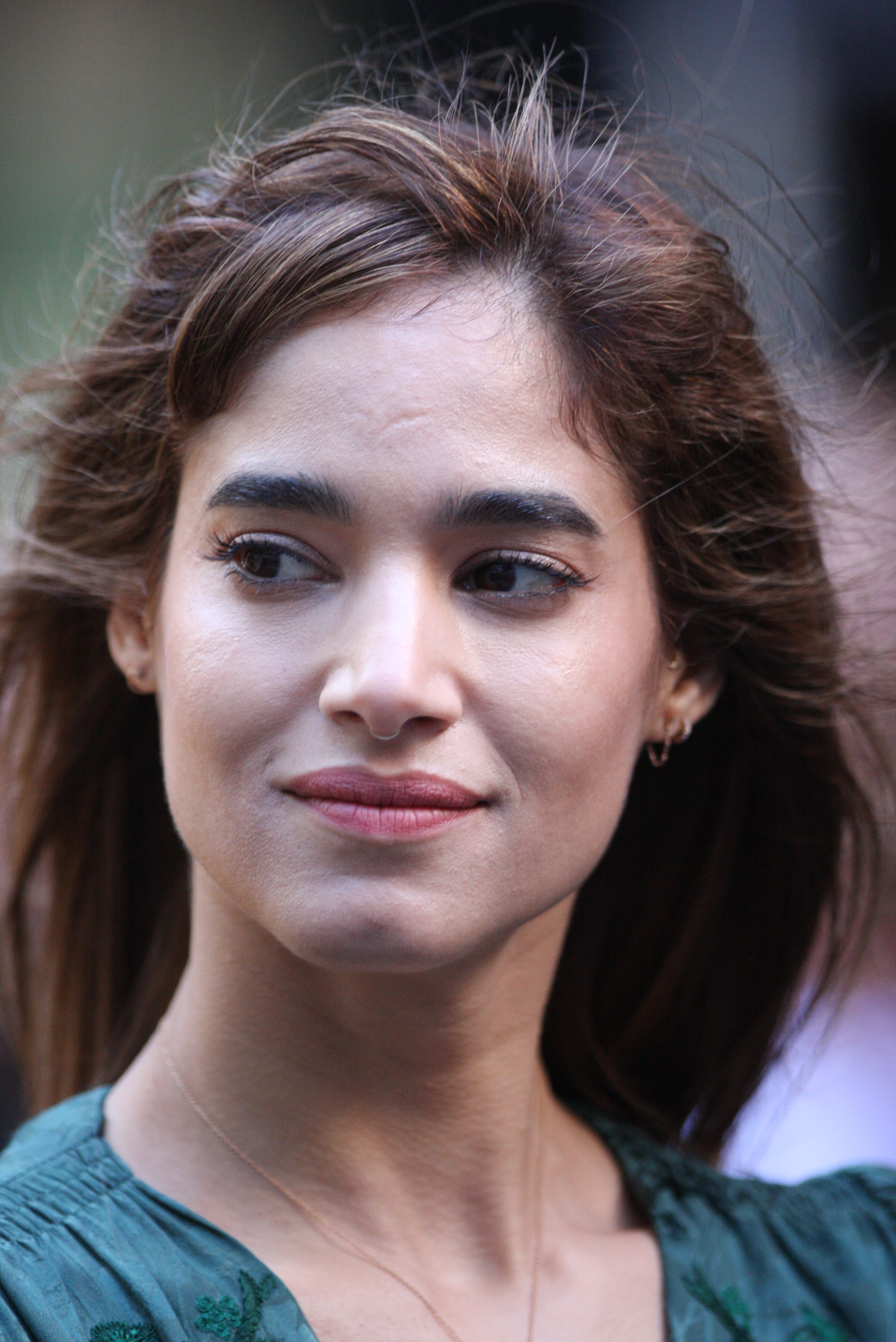
Sofia Boutella (2017)

Sofia Boutella (arabisch صوفيا بوتلة; * 3. April 1982 in Bab El Oued) ist eine algerische Tänzerin (Hip-Hop und Breakdance) und Schauspielerin.

## Leben
Boutella ist die Tochter des Komponisten, Sängers und Choreografen Safy Boutella und die Schwester des Theater- und Kinoschauspielers Azad Boutella. Sie diplomierte auf dem Berklee College of Music und spricht Englisch, Französisch und Arabisch.
Im Alter von fünf Jahren fing Boutella mit dem klassischen Tanz in Algerien an. Im Jahre 1992, als sie zehn Jahre alt war, zog sie mit ihrer Familie nach Frankreich. Dort beschäftigte sie sich mit Rhythmischer Sportgymnastik und mit 16 Jahren gehörte sie zum erweiterten Kader des Teams, das sich für die Olympischen Spiele 2000 vorbereitete.
Mit 17 Jahren besuchte sie eine Sportschule und fing dort mit dem Hip-Hop-Tanz an. Sie gewann mehrmals in den Hip-Hop- und Breakdancewettkämpfen Battles de France. Sie tanzte bei der Vagabond Crew und dem Team Chiene de Vie and Aphorodites, das von Momo aus der Vagabond Crew gegründet wurde. Mit der Vagabond Crew gewann sie bei der Hip-Hop-Battle-Weltmeisterschaft 2006.
Sie begann mit der Choreografin Bianca Li zu arbeiten, die Videos wie Around the World von Daft Punk choreographiert hatte. Im Jahr 2002 bekam Boutella eine Rolle im französischen Film Le Défi. Die Handlung spielt auf den Straßen von Paris und Boutella hatte die Rolle einer Straßentänzerin. Danach bekam sie kleinere Rollen in französischen Fernsehfilmen und Werbespots.
Ihr Durchbruch gelang ihr, als Nike sie zum Gesicht der weiblichen Marketingkampagne machte. Der Grund dafür war, dass Breakdance nur als Männertanz anerkannt war, und Boutella zeigte ihn in einem neuen Licht. Danach lernte sie den Choreografen Jamie King kennen. Zusammen drehten sie das Video Rock Star Workout und reisten damit durch Europa.
Boutella wurde von Madonna entdeckt, die sie als Backgroundtänzerin engagierte. Sie begleitete Madonna auf der Confessions-Tour und tanzte in ihren Musikvideos zu Hung up und Sorry. In den Shows hatte Boutella eine eigene Tanzeinlage während des Liedes Isaac, wo sie aus einem Metallkäfig flieht. Sie tanzte danach noch in Musikvideos von Jamiroquai, den BodyRockers und Rihanna und wurde zur Backgroundtänzerin der Europatournee von Mariah Carey. Im Video zu Hollywood Tonight, der zweiten Singleauskopplung aus Michael Jacksons postum veröffentlichtem Album Michael, ist sie die Protagonistin.
2012 spielte Boutella im zweiten Teil des Tanzfilms StreetDance 2 mit. 2014 war sie im Agentenfilm Kingsman: The Secret Service zu sehen. 2016 spielte sie eine größere Rolle in Star Trek Beyond als Außerirdische Jaylah. Im 2017 erschienenen Horrorfilm Die Mumie verkörperte sie als Prinzessin Ahmanet bzw. die titelgebende Mumie, Tom Cruises Gegenspielerin. Im selben Jahr spielte sie in Atomic Blonde die Agentin Delphine.
2018 wurde sie in die Academy of Motion Picture Arts and Sciences aufgenommen, die jährlich die Oscars vergibt.
Sophia Boutella ist die Hauptdarstellerin in Zack Snyders zweiteiligem Weltraum-Epos Rebel Moon, welches 2023 und 2024 als Rebel Moon – Teil 1: Kind des Feuers und Rebel Moon – Teil 2: Die Narbenmacherin erschien.

## Filmografie (Auswahl)
- 2002: Le défi
- 2005: Permis d’aimer (Fernsehfilm)
- 2006: Azur und Asmar (Azur et Asmar, Stimme)
- 2012: StreetDance 2
- 2014: Monsters: Dark Continent
- 2014: Kingsman: The Secret Service
- 2016: Star Trek Beyond
- 2016: Tiger Raid
- 2016: Jet Trash
- 2017: Die Mumie (The Mummy)
- 2017: Atomic Blonde
- 2018: Fahrenheit 451
- 2018: Hotel Artemis
- 2018: Climax
- 2019: Modern Love (Fernsehserie, 2 Folgen)
- 2021: Prisoners of the Ghostland
- 2021: Life in Space (Settlers)
- 2022: Guillermo del Toro’s Cabinet of Curiosities (Cabinet of Curiosities, Fernsehserie, Folge 1x07)
- seit 2022: SAS: Rogue Heroes (Fernsehserie)
- 2023: Rebel Moon – Teil 1: Kind des Feuers (Rebel Moon – Part One: A Child of Fire)
- 2024: Argylle
- 2024: Rebel Moon – Teil 2: Die Narbenmacherin (Rebel Moon – Part Two: The Scargiver)
- 2024: The Killer’s Game

## Videos
Musikvideos
- 2001: Cesária Évora – „Nutridinha“
- 2001: Jamiroquai – „Little L“
- 2004: Matt Pokora – „Showbiz (The Battle)“
- 2005: BodyRockers – „I Like The Way (You Move)“
- 2005: Axwell – „Feel The Vibe ('Til The Morning Comes)“
- 2005: Madonna – „Hung Up“
- 2006: Madonna – „Sorry“
- 2006: Rihanna – „SOS (Nike Version)“
- 2007: Chris Brown – „Wall to Wall“
- 2008: Matt Pokora – „Dangerous“
- 2009: Madonna – „Celebration“
- 2009: Usher – „Hey Daddy (Daddy’s Home)“
- 2010: Beat Freaks/Geminiz – „Jump II“
- 2010: Ne-Yo – „Beautiful Monster“
- 2010: Ne-Yo – „Champagne Life“
- 2011: Michael Jackson – „Hollywood Tonight“
- 2015: Take That – „Get Ready For It“
- 2019: Madonna – „God Control“
- 2020: Foo Fighters – „Shame Shame“

Werbung
- 2005: Nike Women – „Keep Up“
- 2005: Peugeot 206 CC – „Désirable“
- 2006: Nike Women – „Tell Me I’m Not an Athlete“
- 2007: Nike Plus – „Sofia“
- 2007: Mazda2 – „Fitness Comes as Standard“
- 2007: Nike Women – „You Are Your Own Limit“
- 2008: Nike – „NIKEiD“
- 2008: Panasonic – „VIERA P906i Mobile TV Phone“
- 2008: Nike Sportswear – „Sofia Boutella In Motion“
- 2008: Nike Sportswear – „Sofia Sitting“
- 2009: Nike Plus – „Men vs. Women“
- 2010: Nike Pro – „Hyperwarm Women’s Hoodie“
- 2010: Svedka Vodka – „R U Bot Or Not?“
- 2010: Nike Women – „Make Yourself featuring Allyson Felix, Julia Mancuso, and Sofia Boutella“
- 2014: Nike Women – „Nike Dri-FIT Epic Crew: Flexible Studio Style“
- 2019: Occhio – „The Charm“